# Niamh McGrady
Niamh McGrady (* 4. Oktober 1983 in Castlewellan, County Down, Nordirland) ist eine britische Schauspielerin.

## Leben und Karriere
Die 1983 geborene Niamh McGrady wuchs in ihrem nordirischen Geburtsort Castlewellan auf und besuchte die Assumption Grammar School in Ballynahinch. Im Alter von 18 Jahren begann sie ein Studium in Musik und Drama am Royal Welsh College in Cardiff, das sie 2004 abschloss. Zunächst arbeitete sie als Theaterschauspielerin, vorzugsweise in Stücken von William Shakespeare. Eine Macbeth-Aufführung mit Patrick Stewart in der Hauptrolle führte Niamh McGrady ins Londoner Westend und 2008 an den Broadway in New York.
Zurück in London debütierte sie 2009 in dem Fernsehfilm Best: His Mother’s Son. Im selben Jahr begann sie in der britischen Fernsehserie Holby City in der Rolle der Krankenschwester Mary-Claire Carter mitzuwirken. Nach mehrjähriger Pause stieg sie 2013 wieder in die Serie ein, verließ sie jedoch Anfang 2015. Im deutschsprachigen Raum wurde sie durch die seit November 2015 im ZDF ausgestrahlte britische Krimiserie The Fall – Tod in Belfast neben den Hauptdarstellern Gillian Anderson und Jamie Dornan in der Rolle der Polizistin Danielle Ferrington bekannt.
Niamh McGrady lebt im Londoner Stadtteil Hackney.

## Filmografie
- 2009: Best: His Mother’s Son
- 2009: Doctors (Fernsehserie, Episodenrolle)
- 2009–2015: Holby City (Fernsehserie, 103 Folgen)
- 2010: Great Performances (Fernsehserie, Episodenrolle)
- 2011: Bats & Balls (Kurzfilm)
- 2012: Rückkehr ins Haus am Eaton Place (Upstairs Downstairs, Fernsehserie, Episodenrolle)
- 2013–2014: The Fall – Tod in Belfast (The Fall, Fernsehserie, 8 Folgen)
- 2014: Crossing Lines (Fernsehserie, 2 Folgen)
- 2017: Maze – Ein genialer Ausbruch (Maze)
- 2019: Inspector Barnaby (Midsomer Murders) Fernsehserie, Staffel 20, Folge 2: Schmetterlinge sterben früh (Death Of The Small Coppers)
- 2020: Shakespeare & Hathaway – Private Investigators (Fernsehserie, 1 Folge)
- seit 2020: Pan Tau (Fernsehserie)